# Quadtsches Schloss
Das Quadtsche Schloss in der rheinland-pfälzischen Ortsgemeinde Dirmstein ist ein schlossartiges Herrenhaus, das auf dem Gelände einer früheren Propstei des Augustinerordens errichtet wurde und spätestens ab 1738 im Eigentum der zum niederen Ortsadel zählenden Amtmannsfamilie von Quadt stand. In dem unter Denkmalschutz stehenden Anwesen wird heute ein Hofgut betrieben, das sich mit dem Anbau von Getreide, Saatgetreide, Zuckerrüben, Frühkartoffeln und Delikatesskartoffeln befasst.

## Geographische Lage
Das Quadtsche Schloss, Straßenanschrift Obertor 6, steht auf einer Höhe von 104 m ü. NHN im Norden des Ortszentrums mit der Südfront zur Straße. Nach Westen, Norden und Osten – dort jenseits des Wirtschaftshofes – ist es von Weinbergen umgeben, die zu der kleinen örtlichen Einzellage Jesuitenhofgarten gehören. Einfahrt, Wirtschaftshof und einen Teil der Nebengebäude teilt sich das Quadtsche Schloss mit dem südöstlich angrenzenden Weingut Jesuitenhof.

## Gebäude
Das Hauptgebäude, das sich in West-Ost-Richtung entlang der Straße erstreckt, besitzt seinen Portaleingang an der nördlichen Längsseite, die dem Innenhof zugewandt ist. Unter dem voluminösen zweigeschossigen Rechteckbau mit Mansarddach liegt ein Keller mit Tonnengewölbe. Der ländlich-schlichte Stil wird betont durch rustizierte Ecklisenen, einen Stockwerksgurt und Stichbogenfenster. Das Portal ist von dorischen Pilastern eingefasst und von einem gesprengten Segmentbogengiebel bekrönt. Das Äquivalent hierzu bildet die steinerne Doppelarkade im Treppenhaus.
Bei der Renovierung 2005 erhielt die Fassade wieder den kräftigen Rotanstrich, den das Anwesen in der späten Barockzeit trug. Der Sockel sowie die Sandsteinkanten an Hausecken, Fenster- und Türlaibungen sind in Hellgrau abgesetzt.

## Baugeschichte
Die 1367 am Ort des heutigen Schlosses gegründete Propstei der Augustiner wurde am 4. Juni 1525 im Bauernkrieg durch Aufständische, die angeführt wurden durch den Dirmsteiner Vasall Erasmus von der Hauben, schwer beschädigt und erholte sich in der Folgezeit nie mehr.
Unter den späteren Eignern Quadt wurde das ruinöse vormalige Kloster in der ersten Hälfte des 18. Jahrhunderts zu einem Herrenhaus mit umliegenden Wirtschaftsgebäuden umgebaut. Als gegen Ende des 18. Jahrhunderts die Französische Revolution auf die linksrheinischen Gebiete der Kurpfalz übergriff, wurde von den neuen Machthabern auch das Quadtsche Schloss enteignet und später versteigert. So kam 1803 die örtliche Familie Janson in den Besitz des Schlosses; sie nahm größere Änderungen vor allem an den Funktionsbauten vor.